# Eyralpenus inconspicua
Eyralpenus inconspicua là một loài bướm đêm thuộc phân họ Arctiinae, họ Erebidae.